# Comuna Velîka Doroha, Nijîn
Velîka Doroha (în ucraineană Велика Дорога) este o comună în raionul Nijîn, regiunea Cernihiv, Ucraina, formată din satele Kalînivka, Kravciîha și Velîka Doroha (reședința).

## Demografie
Componența lingvistică a comunei Velîka Doroha
     Ucraineană (99,26%)
     Alte limbi (0,74%)
Conform recensământului din 2001, majoritatea populației comunei Velîka Doroha era vorbitoare de ucraineană (99,26%), existând în minoritate și vorbitori de alte limbi.